# Toppa Pizzuta
La Toppa Pizzuta è un monte alto 770 m che si trova presso Brindisi Montagna e Vaglio Basilicata in provincia di Potenza, tra la SS 658 Potenza-Melfi e la SS 407 Basentana.
Si trova nel territorio di Serra del Ponte che è un'isola amministrativa del comune di Tricarico e quindi della provincia di Matera; la frazione conta 20 abitanti.